# Alfonza
Az Alfonza német eredetű női név, az Alfonz férfinév női párja, jelentése: nemes + kész, hajlandó.

## Rokon nevek
Alfonzin, Alfonzina

## Gyakorisága
Az újszülötteknek adott nevek körében az 1990-es években szórványosan fordult elő. A 2000-es és a 2010-es években sem szerepelt a 100 leggyakrabban adott női név között.
A teljes népességre vonatkozóan az Alfonza sem a 2000-es, sem a 2010-es években nem szerepelt a 100 leggyakrabban viselt női név között.

## Névnapok
augusztus 2., október 30.